# 清官巧断家务事
《清官巧断家务事》是2008年王宏桥指导，郭德纲、于谦等人出演的一部电视剧，该剧主要讲述的是郭县令办案，以及其和身边的人发生的故事。该作在天津卫视进行首播。续集为《郭县令轶事》。

## 剧情简介
郭县令郭台与于师爷、家人还有朋友一起居住在衙门，由于彼此的观念不一样，所以他们经常会发生一些有趣的故事。
而郭县令也是一个看起来表面糊涂，但是却在断案中惩恶扬善、断的清正廉明。

## 演员表
- 郭德纲 饰 郭县令
- 于谦 饰 于师爷
- 崔奕 饰 马虎妞
- 刘金山 饰 神眼
- 李建华 饰 张大熊
- 徐德亮 饰 王掌柜
- 胡珂瑜 饰 马婆子
- 王晓宁 饰 李寡妇
- 彭玉 饰 老夫人
- 姜超 饰 鲍瑜
- 李菁 饰 茂才
- 冯静 饰 金莲
- 曹云金 饰 虎妞夫
- 闫佩雯 饰 鲍月儿
- 侯震 饰 三宝
- 赵云侠 饰 算得精
- 孔云龙 饰 慢性子
- 王文林 饰 老太爷

## 相關連結
- 豆瓣电影上《清官巧断家务事》的資料 （简体中文）